# مائورو ناردونی
مائورو ناردونی (انگلیسی: Mauro Nardoni؛ زادهٔ ۱۸ فوریهٔ ۱۹۴۵) بازیکن فوتبال اهل ایتالیا است.
از باشگاه‌هایی که در آن بازی کرده‌است می‌توان به باشگاه فوتبال آ.اس. رم، باشگاه فوتبال برشا، باشگاه فوتبال رجانا، باشگاه فوتبال لیورنو، باشگاه فوتبال ویچنزا، و باشگاه فوتبال پالرمو اشاره کرد.